# バイロイト
バイロイト（標準ドイツ語: Bayreuth, ドイツ語発音: [ba‿iˈrɔ‿yt], 東フランケン方言: Baraid, バイエルン・オーストリア語: Bareid）は、バイエルン州オーバーフランケン行政管区の郡独立市。オーバーフランケン行政管区、オーバーフランケン郡市連合およびバイロイト郡の本部庁舎が存在している。グリューナー・ヒューゲル（緑の丘）地区の祝祭歌劇場で毎年開催されるバイロイト音楽祭（リヒャルト・ワーグナー音楽祭）で世界的に有名である。

## 地理

### 位置
バイロイトは、フィヒテル山地とフレンキシェ・シュヴァイツの間、マイン川源流の一つである赤マイン川沿いに位置する。

### 市区
バイロイトの市域は39の市区から構成されている。

## 歴史

### 中世から近世初期
バイロイトは、1194年に "Baierrute" としてバンベルク司教オットー2世の文書中で初めて言及されている。語尾の "-rute" は "Rodung"（開墾地）を、"Baier-" はバイエルン地方からの移民を示していると推測されている。より早くから文献に言及されている集落も、現在のバイロイト市に含まれている。ゾイルビッツ地区（1035年の神聖ローマ皇帝コンラート2世の文書中、ザーリアー朝（ザリエル家）の王領 "Silewize" として言及）やザンクト・ヨハンニス地区（1149年に "Altentrebgast" として言及）がそれである。
バイロイトは初め（1199年）"villa"（村）と呼ばれていたが、1231年の文献で初めて "civitas"（都市）と記されている。これにより、1200年から1230年までの間にバイロイトは都市権を授かったと解釈されている。1248年までの領主はアンデクス＝メラン伯であった。この一門の断絶後、1260年にホーエンツォレルン家（ツォレルン家）一門のニュルンベルク城伯がこの所領を継いだ。クルムバッハのプラッセンブルク城が首都であり、国の中心であった。バイロイトの発展はゆっくりとしたもので、しかもたびたび大災害に襲われたのだった。しかし、1361年には皇帝カール4世がフリードリヒ5世城伯に対してバイロイトとクルムバッハに貨幣鋳造権を与えている。1421年には、バイロイトが初めて地図に記載された。

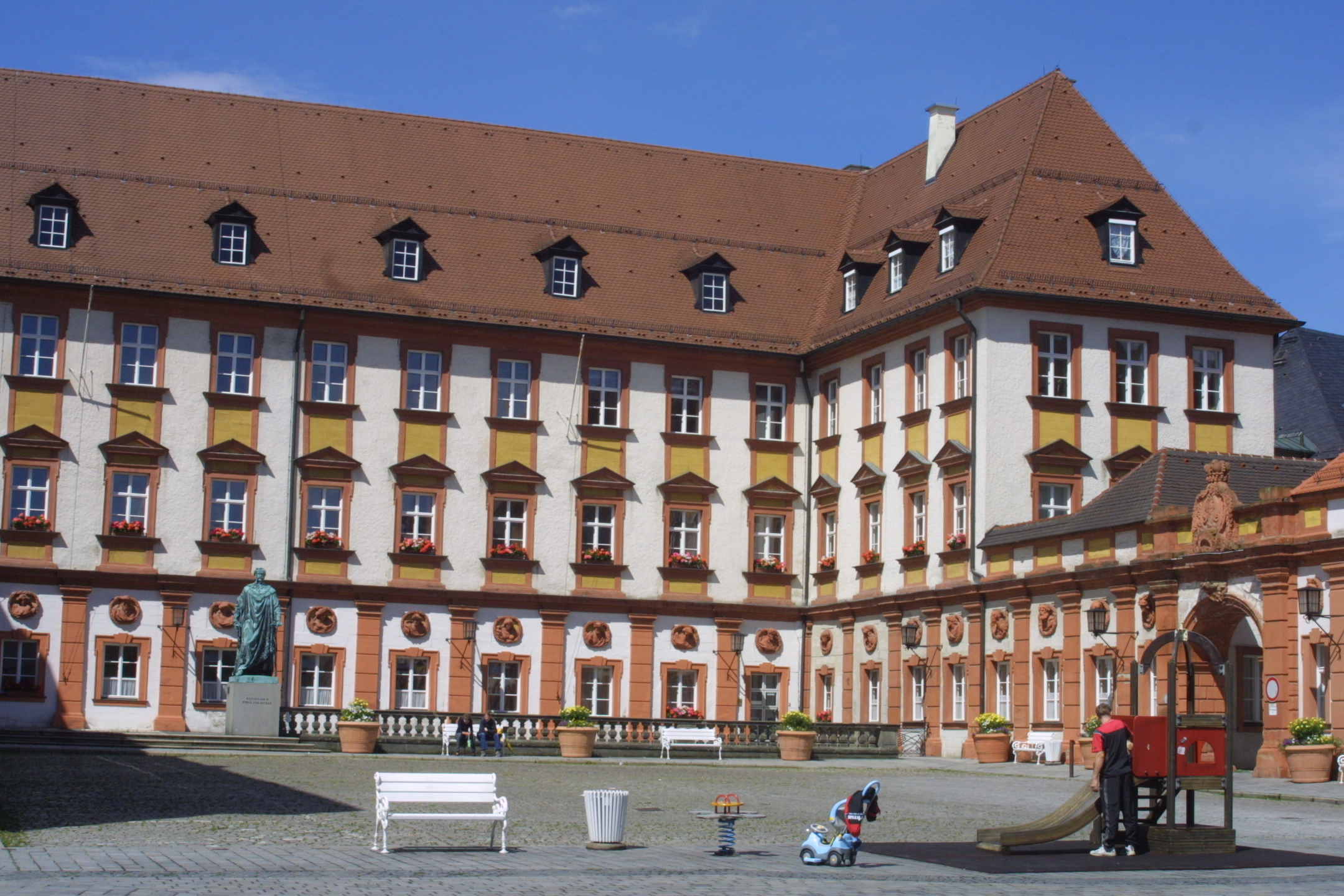
旧宮殿

1430年2月にフス派がバイロイトを手ひどく荒らし回り、市庁舎と教会は焼け落ちた。1440年から1457年、ヨハン錬金術伯の治世下、ホーエンツォレルン城が建設された。この城は何度も改築・増築が繰り返され、現在の旧宮殿の原型となった。宗教改革が始まった10年後の1528年には、フランケンの辺境伯領の領主達はルター派の信仰を受け容れていた。
1605年の大火災では251軒の家屋のうち137軒が焼失した。1620年にはペストが流行し、1621年に再び大火災にみまわれた。三十年戦争でもこの都市は深刻な打撃を被った。
この都市の歴史の転換点となったのは、1603年にブランデンブルク選帝侯ヨハン・ゲオルクの息子であるブランデンブルク＝クルムバッハ辺境伯クリスティアンによって、プラッセンブルクからバイロイトに遷都されたことである（領土もブランデンブルク＝バイロイト辺境伯領と改名）。1655年、孫のクリスティアン・エルンスト（彼の名はギムナジウム・クリスティアン＝エルネスティウムとして後世に伝えられている）は1683年にオスマン帝国に包囲されたウィーンの解放軍に加わった（第二次ウィーン包囲）。現在、新宮殿に建てられているマルクグラーフェンブルンネン（辺境伯の泉）は、オスマン軍に勝利したこの業績を記念して造られたものである。この時代、環状道路の外側に市壁が設けられ、宮殿付属教会が建設された。

### 18世紀
クリスティアン・エルンストの息子である後の辺境伯ゲオルク・ヴィルヘルムは1701年に、当時は独立した自治体であったザンクト・ゲオルゲン・アム・ゼー（現在のザンクト・ゲオルゲン地区）にオーデンスシュロスと呼ばれる宮殿や市庁舎、刑務所、さらには小規模な兵舎を建てた。1705年には "Orden der Aufrichtigkeit"（忠誠騎士団）を創設し（1734年に赤鷲騎士団と改名）、騎士団教会を建造、1711年に完成した。1716年、ザンクト・ゲオルゲンでは豪華な高級陶器の工房が開かれた。1735年には、老人養護施設のための私的基金、ザンクト・ゲオルゲンのグラーフェンロイター基金が創設された。
エレミタージュの庭園にある最初の宮殿もこのゲオルク・ヴィルヘルムの時代（1715年 - 1719年）に建造された。1440年にマルクト広場の真ん中に建造され、大火で焼け落ちた市庁舎の代わりに、1721年、市参事会はスポンハイム男爵夫人の館を手に入れた（現在の旧市庁舎）。

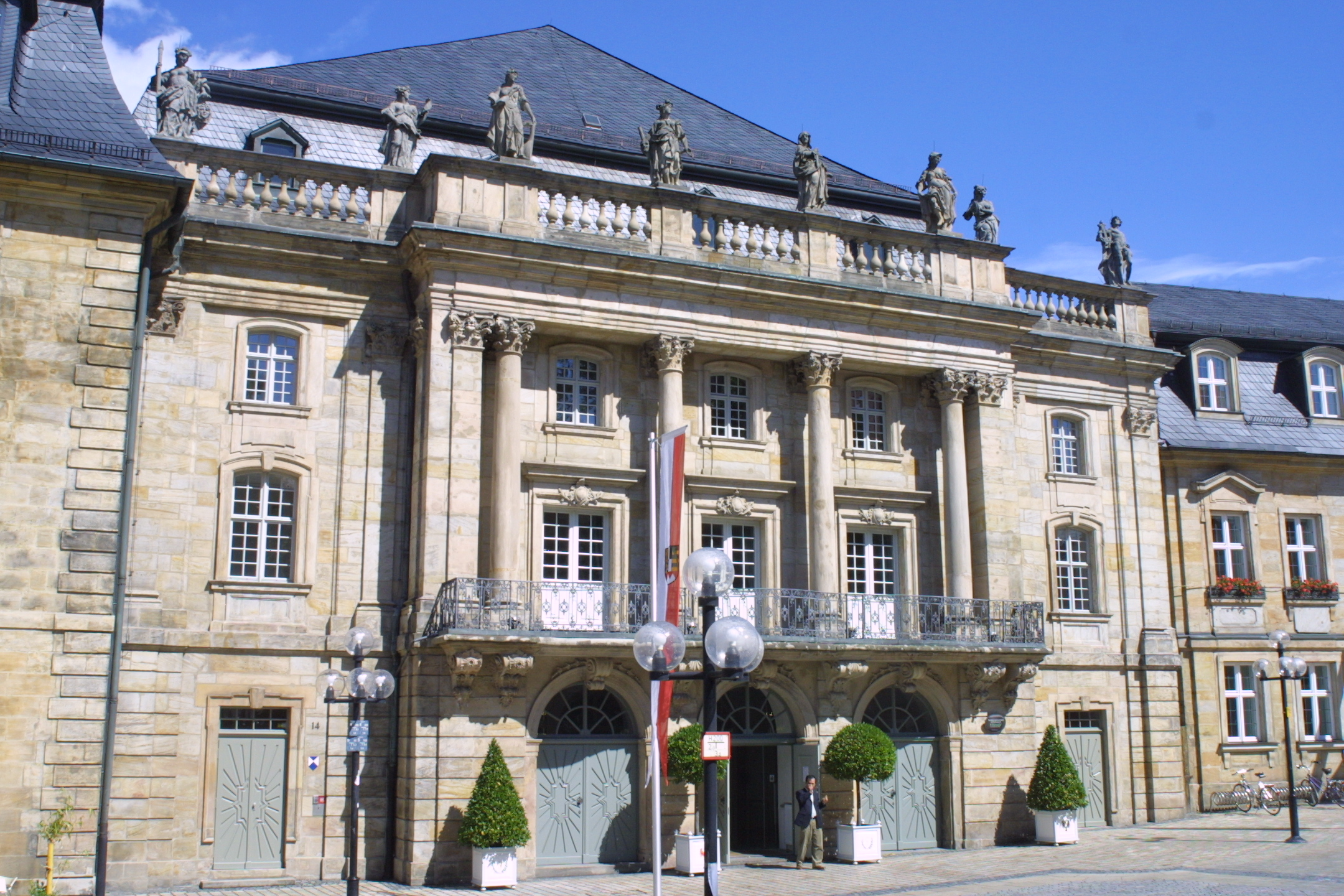
辺境伯歌劇場

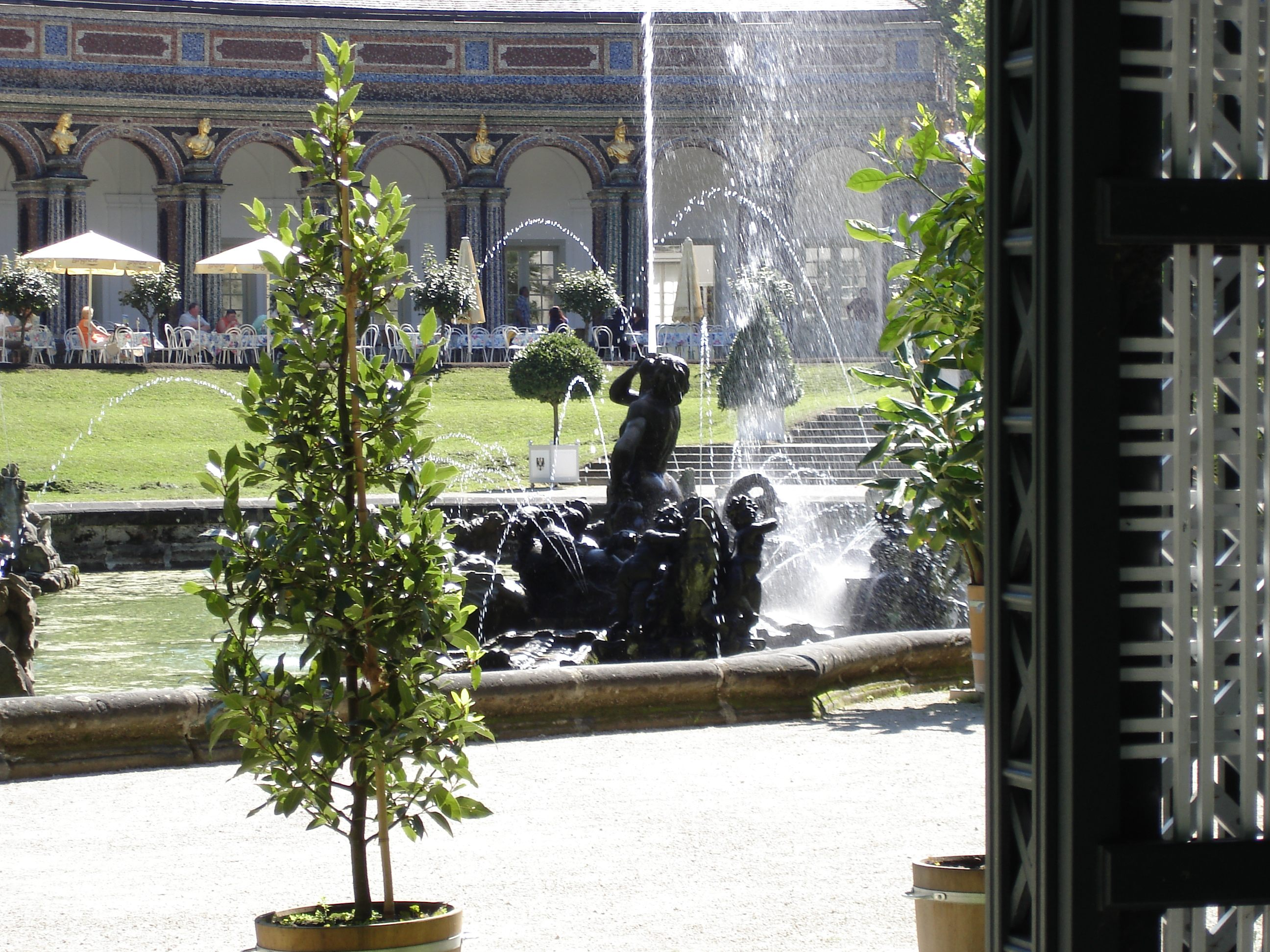
エレミタージュの噴水

フリードリヒ3世とヴィルヘルミーネの辺境伯夫妻の治世（1735年 - 1763年）にバイロイトはその歴史の頂点を迎える。ヴィルヘルミーネはプロイセン王フリードリヒ2世の姉で、2人はきわめて仲の良い姉弟であった。この時代、宮廷建築家のジョゼフ・サン・ピエールとカール・フォン・ゴンタルトにより数多くの印象的な建造物が造営された。豊かな装飾を施されたバロック様式の劇場である辺境伯歌劇場（1744年 - 1748年）、ゾンネンテンペル（太陽の神殿）を有する新エレミタージュ宮殿を建造するなどエレミタージュの改造・拡張（1749年 - 1753年）、辺境伯夫人の不注意から焼失してしまった旧宮殿に替わって建てられた王宮付属庭園を持つ新宮殿（1754年 - ）、現在のフリードリヒ通りの見事な拡張・改造など。古くて陰気な門衛所は取り壊された。こうした防衛施設は時代遅れで、市壁は都市の発展を妨げるだけのものになっていた。
1742年にフリードリヒ・アカデミー（後のエアランゲン大学）が創設され、翌1743年に大学に昇格したが、学生達の騒々しさから市民は大学に消極的な姿勢を示し、同年に大学はエアランゲンに移転した。1756年から1763年にかけては自由学科と教養のアカデミーも運営されていた。
ヴィルヘルミーネは1758年に亡くなった。フリードリヒ3世は再婚するが、この結婚期間は短いもので、後継者となる子供は生まれなかった。1763年のフリードリヒの死後即位した叔父のフリードリヒ・クリスティアンは財力も芸術的なセンスも持ち合わせていなかったため、多くの芸術家や手工芸作家がフリードリヒ2世に雇い入れてもらうためにベルリンやポツダムへと去っていった。

### 19世紀
最後の辺境伯カール・アレクサンダーが1791年12月2日にアンスバッハ侯領とバイロイト侯領を放棄した後、この地域はプロイセン王国の一行政区画となった。プロイセンの大臣ハルデンベルク男爵カール・アウグストが1792年の初めから執務に就いた。クルムバッハ＝バイロイト地域のホーエンツォレルン家の領有は、1806年のナポレオン戦争でのプロイセンの敗北により終結した。1806年から1810年までの間、バイロイトはフランスの統治下に置かれ、高額の戦後補償を支払い、司令官カミーユ・ド・トゥルノン（Camille de Tournon）の下で当時のバイエルン侯領の詳細な財産目録を作成しなければならなかった。1810年6月30日にフランス軍はかつての侯領をバイエルン王国に譲渡した。バイエルン王国が1500万フランで購入したのである。バイロイトは、バイエルン王国のマイン郡の郡庁所在地となった。
ニュルンベルクからリヒテンフェルス、クルムバッハ及びノイエンマルクト＝ヴィルスベルクを経由してホーフへ通じていた幹線鉄道を、バイロイト経由にさせることでバイロイトの発展を図ろうという試みがなされた。鉄道網がバイロイトに敷設されたのは1853年で、バイロイト市が費用を負担してバイロイト-ノイエンマルクト間を完成させた。これに続いて、1863年にヴァイデンへ、1879年にシュナーベルヴァイトへの鉄道が開通した。1896年にはヴァルメンシュタイナハへのローカル線、1904年にはホルフェルトへのローカル線、1909年には『ツルナウアー・ボッケラ』と呼ばれるノイドロッセンフェルト、ツルナウを経由してクルムバッハに通じるローカル線も開業した。

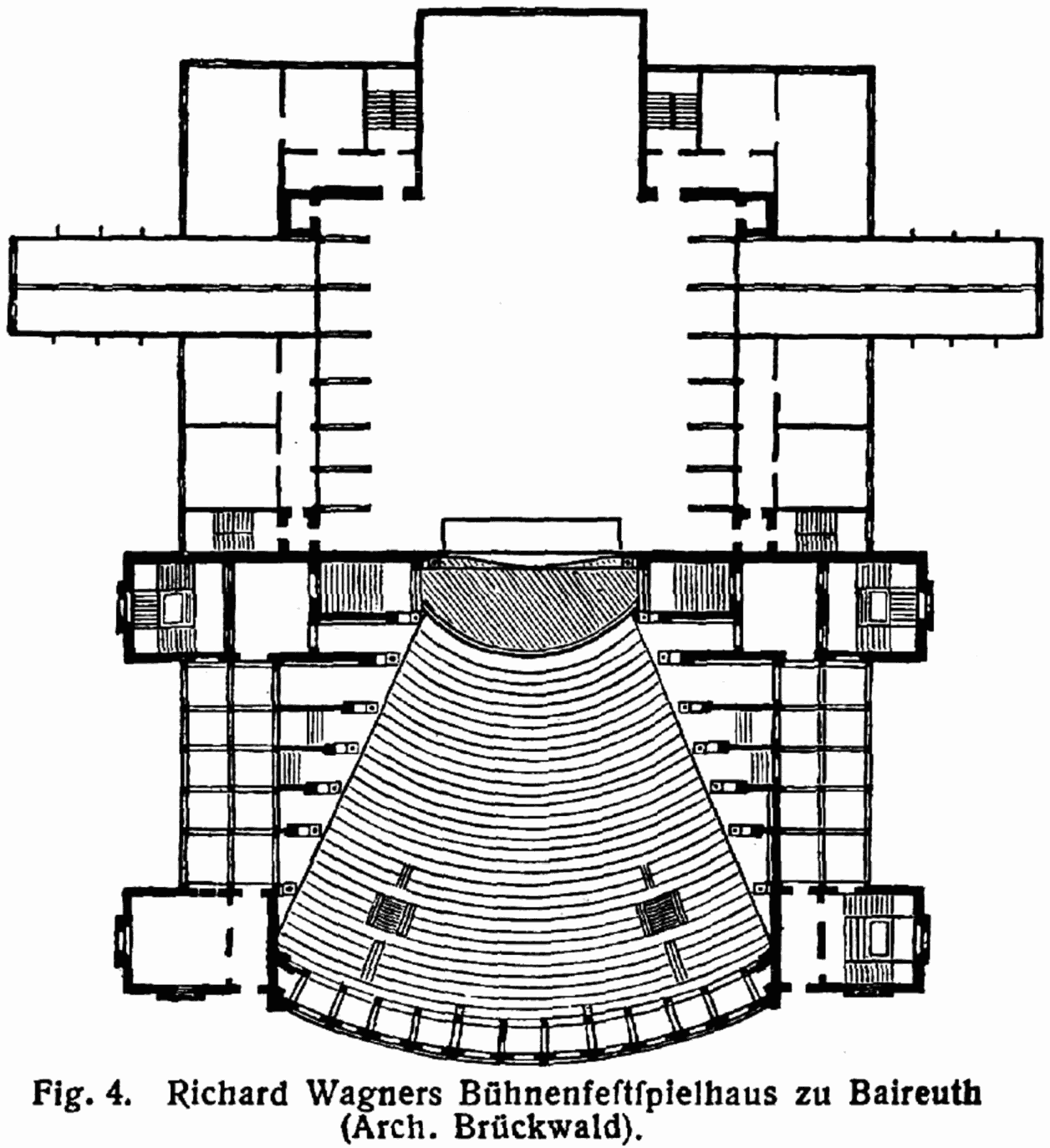
祝祭劇場のグランドデザイン

1870年4月17日、リヒャルト・ワーグナーがバイロイトを訪れた。辺境伯歌劇場が彼の作品を上演するのに十分な広さがあるかを視察に来たのだった。オーケストラピットは、たとえば『ニーベルングの指環』を演奏する奏者を容れることができず、観客の収容人数も彼の理想とする『未来芸術』を普及させるには不十分であった。このため彼は、バイロイトに新たな祝祭劇場を建設するというプランを心に抱いたのである。市は彼の計画を支持し、駅と郊外の高台との間にあたる市外の未開墾地グリューナー・ヒューゲル（緑の丘）を自由に使って良い敷地として用意した。同時にワーグナーは王宮庭園の近くに住居（ヴァンフリート館）を建設するための土地も手に入れた。1872年5月22日に祝祭劇場のための基礎工事が始まり、1876年8月14日、厳粛に開館された。設計・施工監督はライプツィヒの建築家オットー・ブリュックヴァルトの手に委ねられた。彼はすでにライプツィヒやアルテンブルクで劇場建設の経験を積んでいた。

### 20世紀
1918年の第一次世界大戦終結後、バイロイトでは労兵協議会が短期間ながら権力の座に就いた。1932年オーバーフランケン行政管区とミッテルフランケン行政管区を統合して、政庁をアンスバッハに置くこととなった。バイロイトには、その替わりにオーバーフランケン・ミッテルフランケン保険機構の本部が置かれた。1933年、バイロイトは、ナチスのバイエルン・オストマルク大管区（1943年以降バイロイト大管区と改名）の政庁所在地となる。初代の地区指導者にはハンス・シェムが就き、同時にやはりバイロイトに拠点を置いたナチスの民族社会主義教員同盟（NSLB）の指導者にも就任した。1937年には新しいアウトバーンの建設が始まった。
1945年4月5日、8日、11日の激しい空襲により多くの公的機関、工場、さらには4,500戸もの住宅が破壊され、741名の人命が失われた。4月14日にはアメリカ軍がこの都市を占拠した。
第二次世界大戦後、バイロイトはアメリカの管理地区に属した。アメリカの軍事管理政府は、DP（Displaced Persons）とよばれた難民達のための収容キャンプを設立した。その多くはウクライナからの避難民であった。この収容所は、連合国救済復興基金（UNRRA）の管理下に置かれた。
1949年、バイロイトはオーバーフランケン管区の政庁所在地となった。市内では、上級市長となったハンス＝ヴァルター・ヴィルトの指導下、破壊された大部分の歴史的建造物の復元にたゆみない努力が傾注された。1951年、戦後初のバイロイト音楽祭が、ヴィーラント・ワーグナーおよびヴォルフガング・ワーグナーの主宰で開催された。
1971年、バイエルン州議会はバイロイト大学の創設を決定し、1975年11月3日、講義と研究活動が開始された。この大学の平均の学生数はおよそ9,000人に上る。

### 市町村合併
- 1811年: ザンクト・ゲオルゲン
- 1939年4月1日: コルムドルフ、メイエルンベルク、ザンクト・ヨハンニス
- 1972年1月1日: オーバーコンナースロイト、ライネック
- 1976年7月1日: アイヒッヒ、オーバープロイシュヴィッツ、ゾイビッツ、ティーエルガルテン
- 1978年5月1日: ヴォルフバッハ（シュレーンベルクを含む）、クルクスホーフ、ピュッテルスホーフ

### 人口推移
中世から近世初期にかけて、バイロイトの人口は数千人であった。人口はゆっくりと増加したが、度重なる戦争や疫病あるいは飢饉によって絶えず減少の危機にあった。1430年にフス教徒らがこの都市を破壊し、1602年にはペストの流行で約1,000人の住人が犠牲となった。三十年戦争（1618年 - 1648年）でも人口は減少した。19世紀に工業化が始まると人口は初めて大きく増加した。1818年には10,000人だった人口は、1900年には約30,000人になっていた。
1939年まで人口は増加を続け、多くの村が1939年4月1日に合併したこともあり、人口は45,000人となった。第二次世界大戦直後にはドイツ東部からの避難民や引き揚げ者で11,000人増加して、1946年10月の56,000人であった。1970年代からは、大学が創設された効果もあって人口はさらに増加を続けた。2005年6月30日の調査による人口は、74,137人であった。このうち、63.7%がプロテスタント、28.8%がカトリックの信者である。
以下の表は、各時点での市域における人口を示している。1818年までは推定値である。それ以降は、国勢調査結果 (¹)あるいは州統計局の集計による数値である。
| 年              | 人口（人） |
| --------------- | ---------- |
| 1735年          | 7,000      |
| 1792年          | 9,000      |
| 1818年          | 10,000     |
| 1830年6月1日 ¹  | 13,030     |
| 1840年12月1日 ¹ | 16,700     |
| 1852年12月3日 ¹ | 18,600     |
| 1855年12月3日 ¹ | 17,372     |
| 1858年12月3日 ¹ | 17,850     |
| 1861年12月3日 ¹ | 18,100     |
| 1864年12月3日 ¹ | 19,200     |
| 1867年12月3日 ¹ | 19,500     |
| 1871年12月1日 ¹ | 17,841     |
| 1875年12月1日 ¹ | 19,200     |
| 1880年12月1日 ¹ | 22,072     |

| 年               | 人口（人） |
| ---------------- | ---------- |
| 1885年12月1日 ¹  | 23,600     |
| 1890年12月1日 ¹  | 24,556     |
| 1895年12月2日 ¹  | 27,693     |
| 1900年12月1日 ¹  | 29,387     |
| 1905年12月1日 ¹  | 31,903     |
| 1910年12月1日 ¹  | 34,547     |
| 1916年12月1日 ¹  | 28,807     |
| 1917年12月5日 ¹  | 27,913     |
| 1919年10月8日 ¹  | 33,128     |
| 1925年6月16日 ¹  | 35,306     |
| 1933年6月16日 ¹  | 37,196     |
| 1939年5月17日 ¹  | 45,028     |
| 1945年12月31日   | 53,684     |
| 1946年10月29日 ¹ | 55,612     |

| 年              | 人口（人） |
| --------------- | ---------- |
| 1950年9月13日 ¹ | 58,800     |
| 1956年9月25日 ¹ | 59,544     |
| 1961年6月6日 ¹  | 61,835     |
| 1965年12月31日  | 63,033     |
| 1970年5月27日 ¹ | 64,536     |
| 1975年12月31日  | 67,035     |
| 1980年12月31日  | 70,633     |
| 1985年12月31日  | 71,848     |
| 1987年5月25日 ¹ | 69,813     |
| 1990年12月31日  | 72,345     |
| 1995年12月31日  | 73,016     |
| 2000年12月31日  | 74,153     |
| 2005年6月30日   | 74,137     |
| 2006年12月31日  | 73.202     |

| 年             | 人口（人） |
| -------------- | ---------- |
| 2007年12月31日 | 73.097     |
| 2008年12月31日 | 72.935     |
| 2009年12月31日 | 72.576     |

¹ 国勢調査結果

## 行政

### 市議会
2020年3月15日の選挙結果に基づく政党別議席配分。
| 政党名                               | 得票率 (%) | 議席数 |
| ------------------------------------ | ---------- | ------ |
| CSU                                  | 24.1       | 10     |
| GRÜNE                                | 18.0       | 8      |
| SPD                                  | 17.7       | 8      |
| Bayreuther Gemeinschaft-Freie Wähler | 15.3       | 7      |
| Junges Bayreuth                      | 6.5        | 3      |
| FDP                                  | 5.3        | 2      |
| Die Unabhängigen                     | 5.0        | 2      |
| AfD                                  | 3.9        | 2      |
| Frauenliste                          | 2.4        | 1      |
| Linke                                | 1.7        | 1      |

### 上級市長
第二次世界大戦後のバイロイト市の上級市長は以下の通り。
- 1945年4月24日 - 1945年11月：ヨーゼフ・カウパー
- 1945年11月 - 1948年6月30日：オスカー・メイヤー
- 1948年7月1日 - 1958年4月30日：ハンス・ロルヴァーゲン (SPD)
- 1958年5月1日 - 1988年4月30日：ハンス・ヴァルター・ヴィルト (SPD)
- 1988年5月1日 - 2006年4月30日：ディーター・ムロンツ (SPD)
- 2006年5月1日 - 2012年4月30日：ミヒャエル・ホール (CSU)
- 2012年5月1日 - 2020年4月30日 : ブリギッテ・メルク＝エルベ (BG)
- 2020年5月1日 -  : トーマス・エーバースベルガー (CSU)

### 友好都市

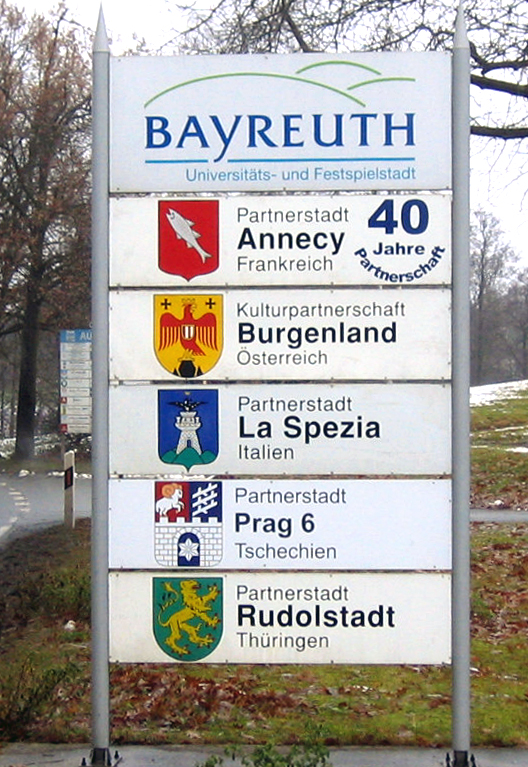
友好都市の名を示す標柱。上から二段目は文化友好パートナーのオーストリア・ブルゲンラント州

- アヌシー （フランス、オート＝サヴォワ県）1966年
- ルードルシュタット （ドイツ、テューリンゲン州）1990年
- ラ・スペツィア （イタリア、リグーリア州）1999年
- プラハ6区（チェコ）2008年

### 協力関係
1955年にエーガー郡のフランチェシュコヴィ・ラーズニェから追放されたズデーテン人に対して協力関係を結んだ。

### 紋章
ブランデンブルク選帝侯を兼ねた辺境伯アルブレヒト・アヒレスが1457年12月に、現在も使われている紋章をバイロイト市に授けた。左上と右下の白と黒の四分割はホーエンツォレルン家の紋章である。他の区画の、紅白で縁取られた金地に描かれた黒い獅子はニュルンベルク城伯のアムトの紋章である。対角線上に2本のロイテン、つまり軽く曲がった柄を持つ小さな三角のスコップが描かれている。この図柄は、町の名前の語尾「-reuth」（"reuten" = 開墾する）を連想させる。

## 文化と見所

### 博物館

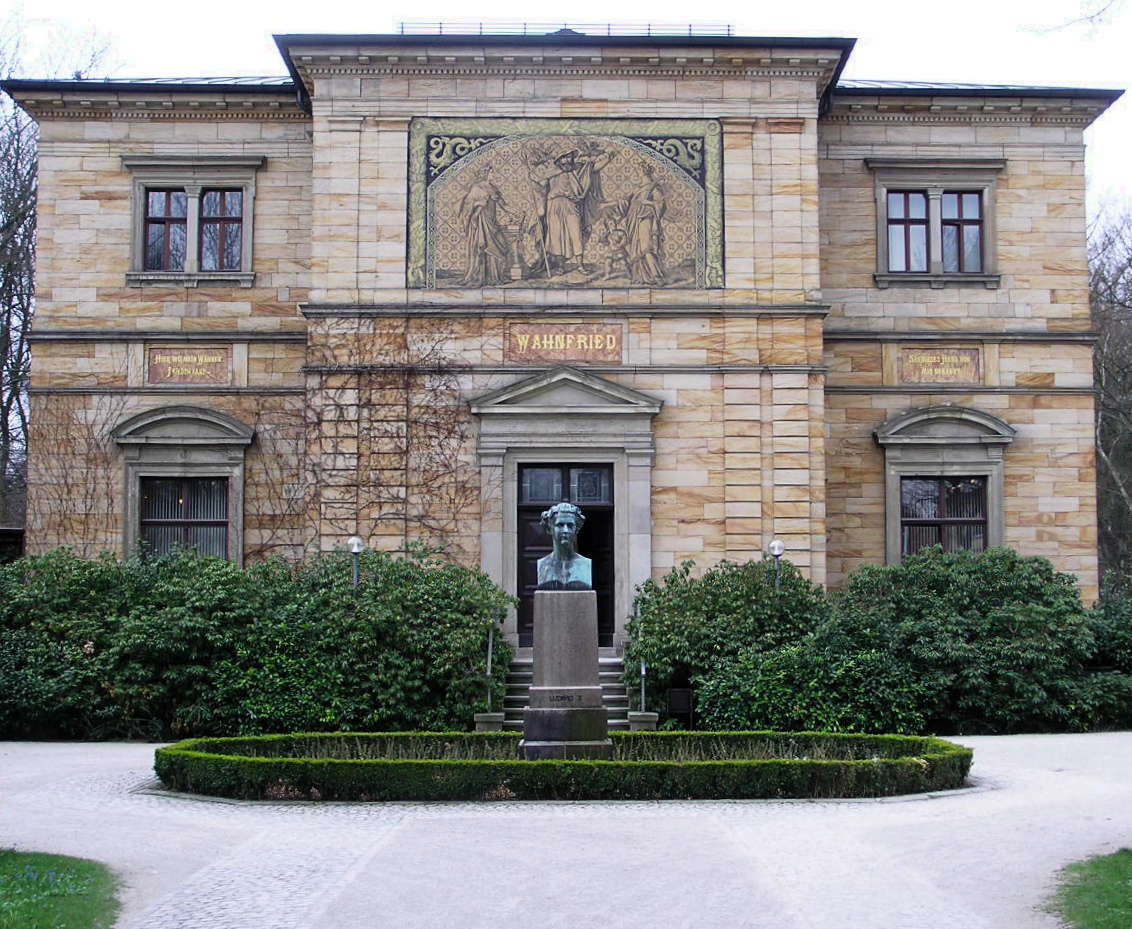
ヴァンフリート館。リヒャルト・ワーグナー博物館

- リヒャルト・ワーグナー博物館: 1966年まではワーグナーとその家族の居館であったヴァンフリート館が、その建物。庭園部にワーグナー夫妻と、愛犬ルースの墓がある。1976年以降はナショナル・アルヒーフに加盟した博物館であるとともにリヒャルト・ワーグナー協会の研究施設でもある。
- リヒャルト・ワーグナーの娘エーファ・ヒャンバーラインのかつての邸宅にあるジャン・パウル博物館。手稿、作品の初版本、肖像やその他の画像資料などがある。
- フランツ・リストが亡くなった旧宅であるフランツ・リスト博物館。ミュンヘンのピアニスト、エルンスト・ブルガーのコレクションからバイロイト市が購入した約300点の絵画、手稿や印刷物が保管されている。ヴァンフリート館から運ばれたイバッハ製グランドピアノStummklavierや手紙、フランツ・リスト作品の初版などを見学できる。リストの生まれ故郷であるライディングから運ばれた洗礼盤のプレートやアントニオ・ガリによるリストの胸像もコレクションには含まれている。見学者はフランツ・リストの音楽を伴奏に見学を楽しむことができる。
- キルヒプラッツに面した旧ラテン語学校にある歴史博物館。1階には、中世後期から20世紀までのバイロイトの歴史と発展が、1763年の街の模型とともに展示されている。2階は、バイロイト辺境伯時代（17世紀から18世紀）の芸術文化史部門に充てられている。この他にも、フィヒテル山地グラースヒュッテンのファイアンス焼き工房の作品やクロイセンの炻器作品をはじめ、バイロイトやその周辺地域の芸術的手工芸品部門もある。絵画、手工芸品やビーダーマイヤー時代あるいは19世紀後期の初期工業製品が博物館の展示品をなしている。
- ヘルムートおよびコンスタンツェ・マイヤー芸術財団の旧ラートハウスにある芸術博物館: ゲオルク・タッペルトのコレクション、カスパール・ヴァルター・ラウフの資料や収集品。この博物館の収集品は20世紀作品を重点にしている。
- 旧ラートハウスのかつての上級市長室にある、ブリティッシュ・アメリカン・タバコのたばこ博物館。
- "Eleusis zur Verschwiegenheit"（「エレウシスの秘儀」）ロッジ（集会所）だった建物にある、ドイツ・フリーメイソン博物館。フリーメイソンのしきたりや、このロッジの歴史について展示されている。
- タイプライター博物館。バイロイト速記および文書加工研究・教育施設に300台を越える歴史的なタイプライターが保管されている。
- 新宮殿イタリア棟の考古学博物館は、1827年に歴史研究会によって創設された。8つの展示室に、新石器時代の石斧、ハルシュタット期の80個の粘土製容器やケルト時代の青銅製装飾品などが展示されている。展示されている出土品はいずれも、フレンキシェ・シュヴァイツおよびバイロイト周辺を中心としたオーバーフランケン東部からのもので、旧石器時代から中世のものまでである。体験コーナーでは、復元された機織り機や、石錐、あるいは独特な押し臼などを体験することができる。
- 2400 m²の広さがあるマイゼル・ビール醸造と樽作りの博物館では、ヴァイツェン・ビール製造のすべてが見学できる。5,500個以上のビール・グラスやビール・ジョッキ、エナメル看板のコレクションがあるこの博物館は、1988年に「世界最大のビール博物館」としてギネス・ブックに登録された。敷地内には各種の自社ブランドビールやファングッズを購入できる販売コーナーと、ビアレストランも設けられている。
- 原始世界博物館では、地球創世時代からオーバーフランケンの様子を知ることができる。展示品は頻繁に交換されており、たとえば、古代爬虫類の形態に焦点を当てた展示、等といった具合にテーマを決めた展示が行われる。
- SpVggバイロイトのアルトシュタット・カルト博物館
- 新宮殿の博物館「ヴィルヘルミーネのバイロイト」
- 消防博物館
- イヴァレヴァ・ハウス（バイロイト大学アフリカ・センター）: アフリカの現代美術、音楽
- ヨハン・バプチスト・グラザー教育博物館: 教育者ヨハン・バプチスト・グラザーの生涯と業績
- バイロイト・アクティエン醸造所の地下倉庫
- 小さなポスター博物館
- 新宮殿の辺境伯の豪奢な調度とバイロイト・ファイアンス焼きのコレクション
- 農民の作業具博物館
- 博物学博物館
- リヒャルト・ワーグナー・ギムナジウムの教育博物館
- ヴェトリヒ運輸博物館：2023年まで物流業専業だったヴェトリヒ社の展示館。かつて使われた鉄道貨車や各種の梱包材、事務機器などを展示
- ヴァルキューレ陶器博物館
- ヴィルヘルム・ロイシュナー記念館
- ヴォー・ザラツェン・アート

### 建造物

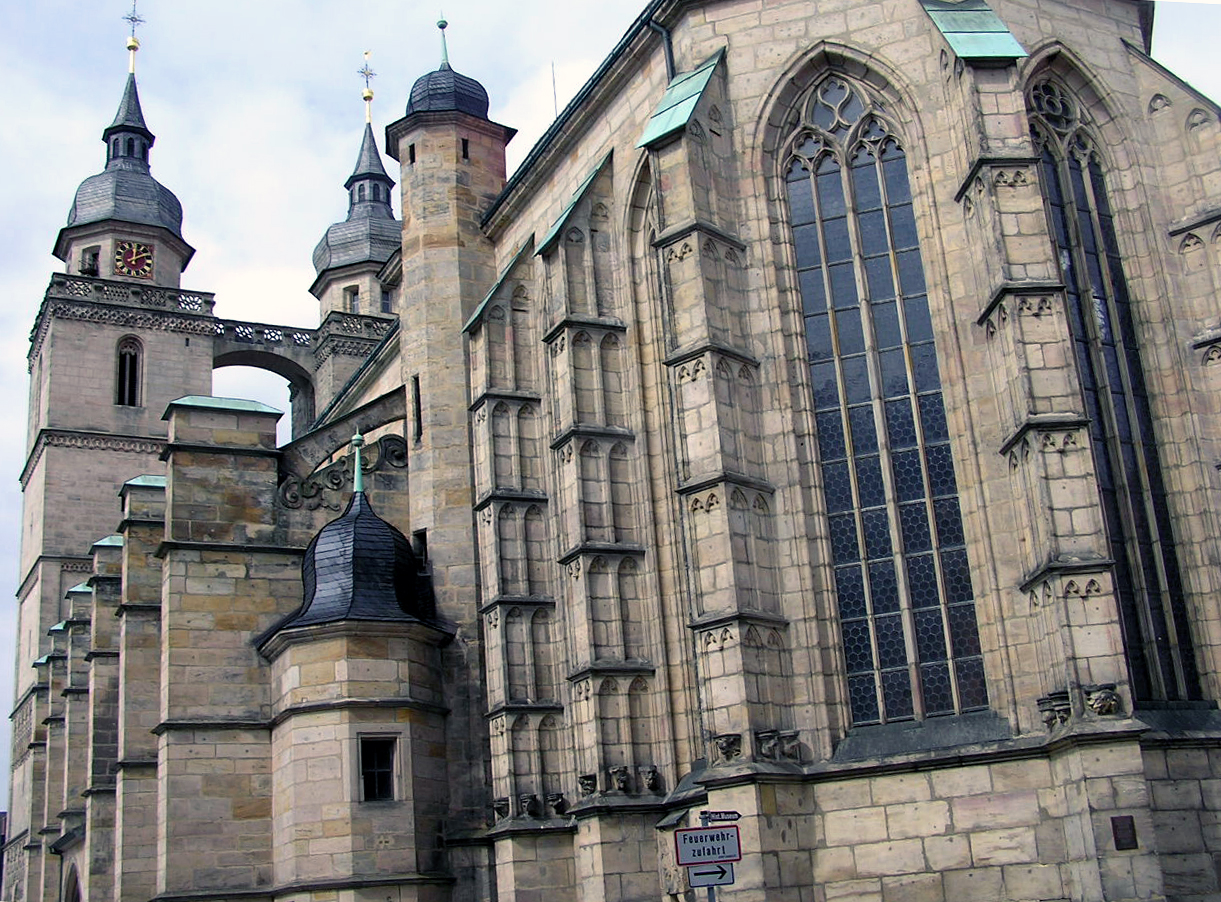
聖三位一体教会

- リヒャルト・ワーグナー祝祭劇場（バイロイト祝祭劇場）
- 辺境伯歌劇場
- エレミタージュ
- 新宮殿と王宮付属庭園
- ティーアガルテンの狩りの城
- 聖ゲオルゲン修道院とその教会
- コルムドルフ城
- 聖母教会
- 施療教会
- 聖三位一体市教会
- 聖ヨハネ教区教会

### 年中行事

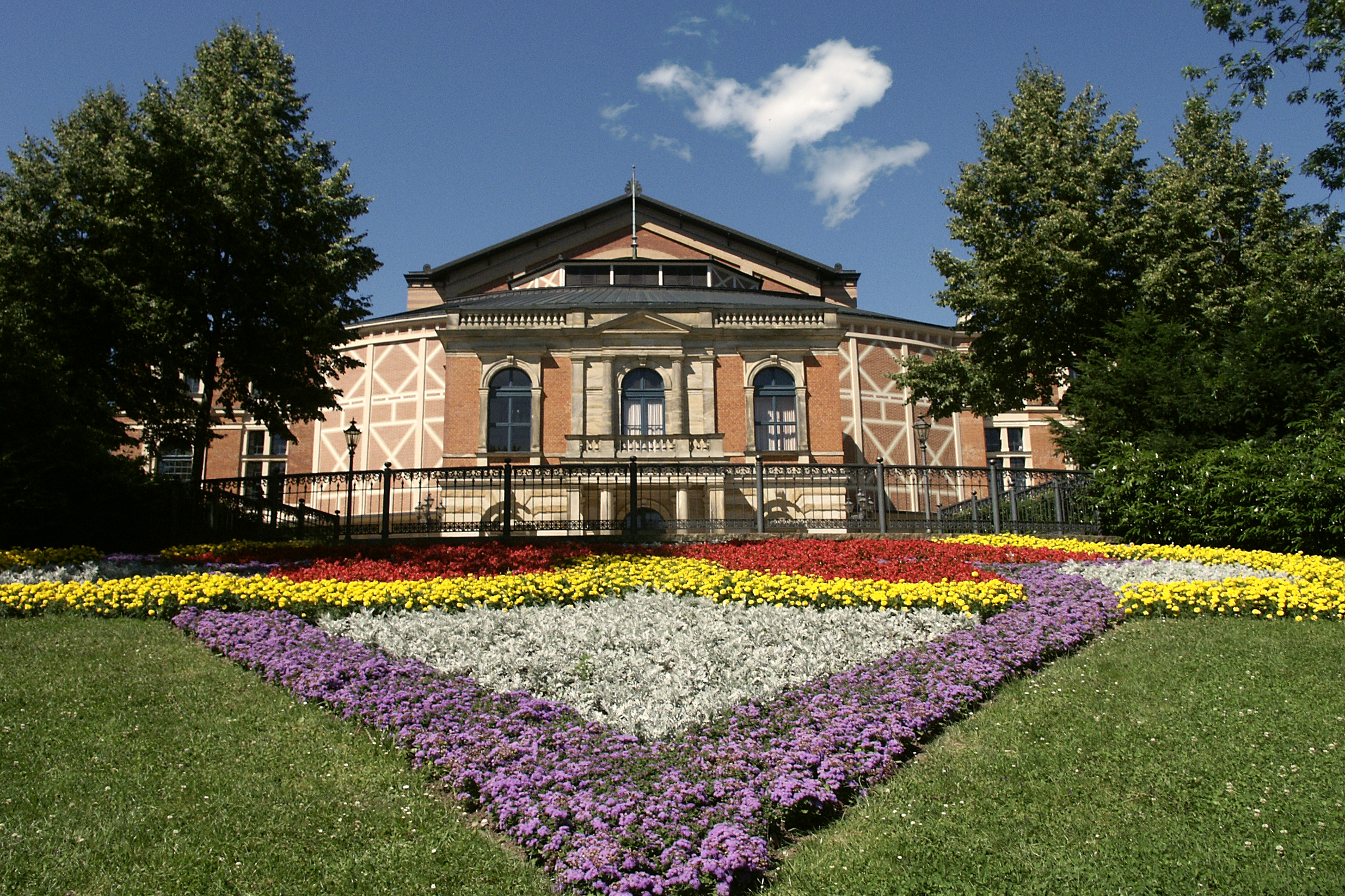
バイロイト祝祭劇場

- 1, 5, 6, 7, 11, 12月: 「若きピアノの巨匠達」（ピアノ製造会社シュタイングレーバー&ゼーネのホールで、バイロイト音楽学校に学ぶ若いピアニストたちのコンサート・シリーズが開催されている。）
- 4月: バイロイト・イースター・フェスティバル（小児癌患者支援のためのチャリティーコンサート）
- 5月: 「ムジカ・バイロイト」
- 5月: 大学開放
- 6月: 「新しい音楽の時代」
- 6月: バイロイト民族祭
- 7月: バイロイト市民祭（通常、7月最初の週末に開催される）
- 7月: バイロイト・ピアノ・フェスティバル
- 7 - 8月: リヒャルト・ワーグナー祝祭歌劇（いわゆる「バイロイト音楽祭」）
- 7 - 8月: エレミタージュ・フェスティバル（芸術的な催し物、料理、花火が楽しめる）
- 9月: 「バイロイト・バロック」（辺境伯歌劇場でのオペラ公演）
- 10月: バイロイト「音楽の夕べ」

## 経済と社会資本

### 交通

#### 公共交通
市バスは、20分間隔から、多くの路線では30分間隔で運行しているが、たとえば11番の路線のように1時間ごとの運行路線もある。夜間は本数が減るので、多くの路線では電話で申し込むバス代行タクシーを利用することになる。

#### 道路交通
- 道路交通の便はよい。ミュンヘンからはバイロイトを南北に走るアウトバーン9号線一本で接続できる。ミュンヘンから約230kmの距離にあり、バイロイト南、バイロイト北の2つのインターチェンジを持つ。
- 東西を結んでいるのはE48である。バイロイト／クルムバッハ・ジャンクションから西側はヴュルツブルクへ向かうアウトバーンA70となる。東への分岐点はバート・ベルネック／ヒンメルクロン・インターチェンジからで、連邦道B303としてマルクトレドヴィッツを経由してチェコ国境、さらには、プラハへと延びる。
- この他の連邦道として、B2, B22, B85がバイロイトを経由して走っている。一部がアウトバーンと並行して走っており、その重要性を失った路線もある。

#### 鉄道
バイロイトの鉄道設備は、都市の大きさの割にはかなり貧しい状態にある。バイロイト発の鉄道路線はいずれも単線で電化もされていない。そうした鉄道路線として、バイロイト - シュナーベルヴァイト線、バイロイト - キルヒェンライバッハ（シュパイヒャースドルフ）線、バイロイト - ノイエンマルクト線がある。長距離列車は通常、近隣のリヒテンフェルスやニュルンベルクを経由している。
こうした不備を何とか改善しようと、1992年にまずバイロイト - ニュルンベルク線から振り子式車両（BR 610）が導入された。この他に
- ニュルンベルク - ホーフ - ドレスデン線、ニュルンベルクとドレスデンを直接結ぶ、いわゆるザクセン＝フランケン幹線鉄道が開通したが、その後何年もの間、この列車はマルクトレドヴィッツを経由しており、バイロイトを経由していなかった。2006年12月の時刻表改正で、1日6往復のInterRegioExpress （IRE、地域間特急）がバイロイトを経由することになった。ただし、これに接続する交通施設整備は滞っている。
- バイロイト - ノイエンマルクト=ヴィルスベルク線
- バイロイト - ヴァイデン線
- ローカル路線のバイロイト - ヴァイデンベルク線: この路線は2007年1月に再開した。

といった動きがある。

#### 航空路
バイロイト空港（ビンドラッハー・ベルク空港）が存在するが、フランクフルト・アム・マインへの定期航路は2002年に閉鎖され、現在定期航路は無い。定期航路のある最寄空港はニュルンベルク空港である。

### 主な地元企業
- マイゼル・ビール醸造所（ドイツ語版）（Brauerei Gebrüder Maisel KG、白ビール醸造）
- ブリティッシュ・アメリカン・タバコ（ドイツ）（British American Tobacco (Germany) GmbH、たばこ製造）
- Cherry GmbH（キーボード、スイッチ、センサー類）
- E.ON AG（エネルギー供給）
- EHL Baustoffwerke Bayreuth AG（セメント製造）
- Basell Bayreuth Chemie GmbH（ポリオレフィン製品）
- ZAPF GmbH（既製ガレージ、既製家屋の製造）
- Grundig Business Systems（音声認識システム製造）
- medi Bayreuth GmbH & Co. KG（医療器具製造）
- Adolf Riedl GmbH & Co. KG（水着）
- Steiner-Optik（光学機器）
- シュタイングレーバー&ゼーネ（ピアノ製造）

### メディア
- Nordbayerischer Kurier（日刊紙）
- Bayreuther Anzeiger（広告紙）
- Radio Mainwelle（ローカル・ラジオ）
- Radio Galaxy（バイエルンの若年層向けローカル・ラジオ）
- Bayerischer Rundfunk（オーバーフランケン北部の通信社）
- Oberfränkische Wirtschaft（オーバーフランケンの経済誌）

### 教育機関

#### 大学
- バイロイト大学 (Universität Bayreuth)
- バイロイト福音主義教会音楽大学 （ドイツ語版） (Hochschule für evangelische Kirchenmusik Bayreuth)

#### ギムナジウム
- グラフ・ミュンスター・ギムナジウム (GMG - Graf-Münster-Gymnasium) 自然科学・工学、語学、ヨーロッパ学のギムナジウム 。学生数約1,300人（2005年末現在）。
- ギムナジウム・クリスティアン・エルネスティヌム (GCE - Gymnasium Christian-Ernestinum) 語学、古典語学、自然科学・工学ギムナジウム。学生数約500人（2005年から2006年の学期中現在）
- マークグラーフィン・ヴィルヘルミーネ・ギムナジウム (MWG - Markgräfin-Wilhelmine-Gymnasium) 音楽、語学ギムナジウム。学生数約810人（2005年から2006年の学期中現在）
- リヒャルト・ワーグナー・ギムナジウム (RWG - Richard-Wagner-Gymnasium) 語学、経済・社会学ギムナジウム。学生数約900人（2006年から2007年の学期中現在）
- 市立経済・社会学ギムナジウム (WWG - Städtisches Wirtschafts- und Sozialwissenschaftliches Gymnasium) 経済・社会学、自然科学・工学ギムナジウム。学生数約1200人（2006年から2007年の学期中現在）
- バイロイト自由ヴァルドルフ学園 (Freie Waldorfschule Bayreuth) ギムナジウム

## 人物

### 出身者
- マグダレーナ・ジビッレ・フォン・ブランデンブルク＝バイロイト（1612年11月1日 - 1687年3月20日 ドレスデン）ザクセン選帝侯ヨハン・ゲオルク2世妃
- クリスティアーネ・エーベルハルディーネ・フォン・ブランデンブルク＝バイロイト（1671年12月19日 - 1727年 ペチュ）ザクセン選帝侯フリードリヒ・アウグスト1世妃
- ゲオルク・クリスティアン・ウンガー（1743年5月25日 - 1799年2月20日 ベルリン）建築家
- ルートヴィヒ・アバイレ（Ludwig Abeille, 1761年2月20日 - 1838年3月2日 シュトゥットガルト）作曲家
- クリストフ・フリードリヒ・アモン（1766年1月16日 - 1850年5月21日 ドレスデン）神学者
- ハインリヒ・フォン・ガーゲルン（1799年8月20日 - 1880年5月22日 ダルムシュタット）フランクフルト国民議会議長
- アウグスト・リーデル（1799年12月15日 - 1883年8月6日 ローマ）画家、ローマ芸術協会の創始者、アカデミー・サン・ルカ教授
- フィリップ・ハイネル（1800年10月21日 - 1871年7月29日 ミュンヘン）画家
- ルドルフ・ワーグナー（1805年6月30日 - 1864年5月13日）解剖学者、生理学者
- マックス・シュティルナー（1806年10月25日 - 1856年6月25日 ベルリン）哲学者
- モリッツ・ワーグナー（1813年10月3日 - 1887年5月31日 ミュンヘン）動物学者、探検旅行家
- ヤーコプ・ヘルツ（1816年2月2日 - 1871年9月27日 エアランゲン）大学教授、医師
- ヴィルヘルム・フォン・ディーツ（1839年1月17日 - 1907年2月25日 ミュンヘン）画家、ミュンヘン絵画芸術アカデミー教授
- ヴィルヘルム・ロイシュナー（1890年6月15日 - 1944年9月29日 ベルリン＝プレッツェン湖）政治家(SPD)、レジスタンス運動家
- フリッツ・ラスプ（1891年5月13日 - 1976年11月30日 グレーフェルフィング）劇作家
- ハンス・シェム（1891年10月6日 - 1935年3月5日 バイロイト）NSDAPの大管区指導者
- ローベルト・フォン・グライム（1892年6月22日‐1945年5月24日 ザルツブルク）第二次世界大戦末期のドイツ空軍総司令官
- ヴィーラント・ワーグナー（1917年1月5日 - 1966年10月17日 ミュンヘン）演出家
- フリーデリント・ワーグナー（1918年3月29日 - 1991年5月8日 ヘルデッケ）演出家
- マックス・フォン・グリュン（1926年5月25日 - 2005年4月7日 ドルトムント）作家
- ヴァルター・デーメル（1935年12月1日 - ）スキー距離競技選手
- ウド・シュタイナー（1939年9月16日 - ）連邦憲法裁判所の判事
- メロウ・マーク（1974年5月23日 - ）音楽家
- フロリアン・メイヤー（1983年5月10日 - ）テニス選手

### ゆかりの人物

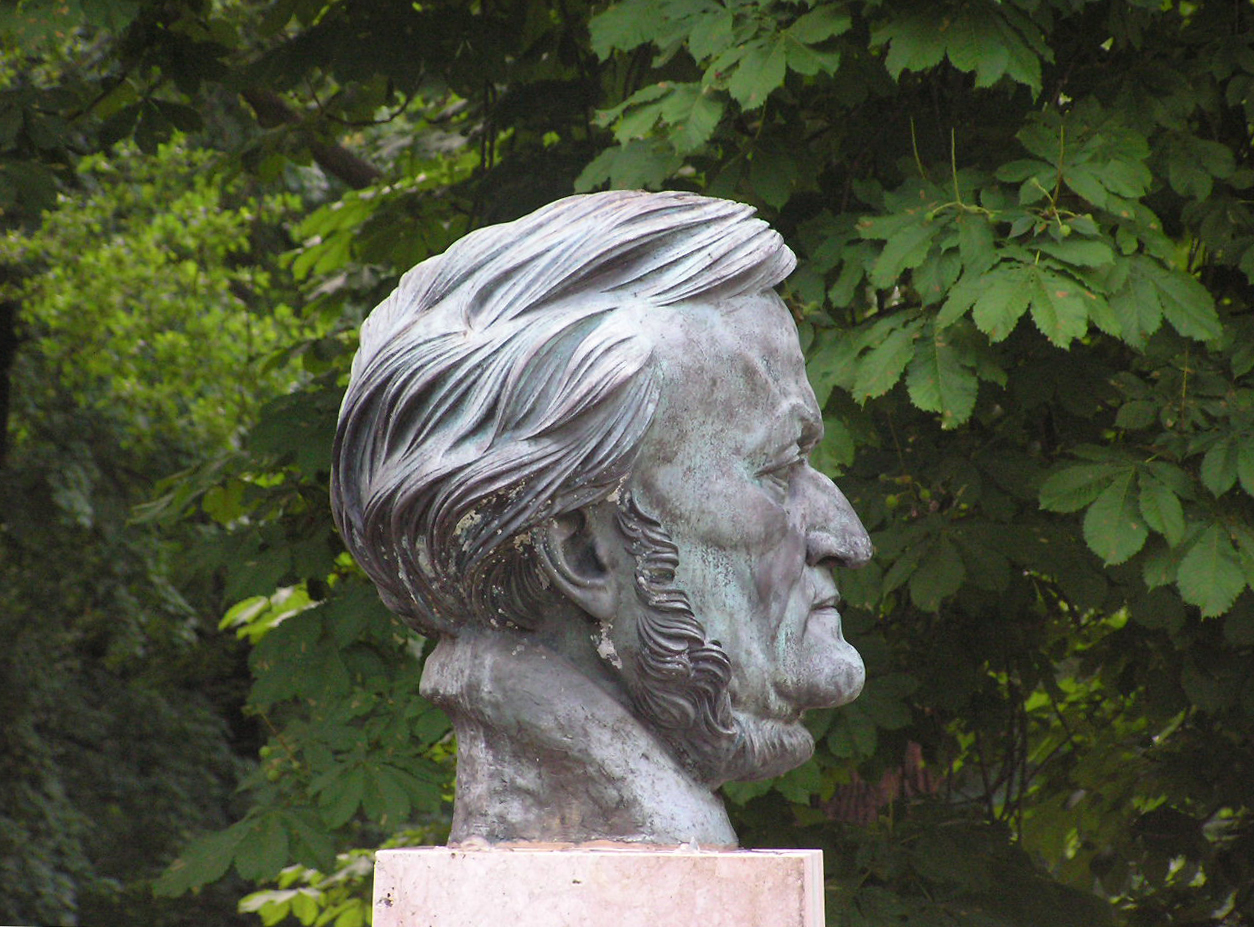
バイロイト祝祭劇場のワーグナー胸像

- ジュゼッペ・ガリ・ビビエーナ（1696 - 1757）建築家、画家。辺境伯歌劇場の設計を行った。
- カール・フォン・ゴンタルト（1731 - 1791）建築家。
- ジャン・パウル（1763 - 1825）本名は、ヨハン・パウル・フリードリヒ。著名な作家
- リヒャルト・ワーグナー（1813 - 1883）詩人、作曲家。1872年以降バイロイトに住み、1876年にバイロイト祝祭劇場を創設した。
- エミール・ヴァルブルク（1846 - 1931）著名なドイツ人物理学者。当時の帝国物理学技術研究所所長。ノーベル生理学・医学賞受賞者のオットー・ワールブルクの父親。晩年に娘とともに現在はバイロイト市内に編入されているグート・グルーナウに移り住んだ。

## バイロイトの名を持つもの
- バイロイトは、2003年に就任した連邦警察の船、登録番号BG25の名前である。この船は、クックスハーフェンに配備され、北海の警備に当たっている。この船とバイロイト市は協力関係を結んでいる。
- バイロイトは、1994年12月23日に就航したドイツ・ルフトハンザのエアバスA340-311識別番号D-AIGKの名前にもなっている。
- ヨアヒム・ヴィットは1998年に「バイロイト1」というタイトルのアルバムをリリースした。次いで2000年に「バイロイト2」、2006年に（この間に別のタイトルのアルバムを出しているのだが）「バイロイト3」を発表している。
- バイロイトは、2007年1月7日京都競馬場で万葉ステークスを勝利した日本中央競馬会所属シングスピール産駒の競走馬である。